# Borut Mačkovšek
Borut Mačkovšek, né le 11 septembre 1992 à Koper, est un joueur de handball slovène évoluant au poste d'arrière gauche.

## Carrière
Borut Mačkovšek rejoint le Montpellier AHB en 2014 en étant blessé. Initialement titulaire d'un contrat de trois ans, celui-ci est mis à terme en décembre 2015. Sur une saison et demie, il ne participe qu'à 23 matchs de championnat de France.

## Palmarès

### En clubs
- Vainqueur du Championnat de Slovénie (6) : 2010, 2012, 2013,
- Vainqueur de la Coupe de Slovénie (3) : 2010, 2017, 2018
- Vainqueur du Championnat de Hongrie (1) : 2019

### En équipe nationale
- 6e place au Championnat d'Europe 2012,  Serbie
- 14e place au Championnat d'Europe 2016,  Pologne
- Médaille de bronze au Championnat du monde 2017,  France
- 8e place au Championnat d'Europe 2018,  Croatie